# Le Complot diabolique du docteur Fu Manchu
Pour plus de détails, voir Fiche technique et Distribution.
Le Complot diabolique du docteur Fu Manchu (The Fiendish Plot of Dr. Fu Manchu) est un film américano-britannique réalisé en 1980 par Piers Haggard. Il s'agit du dernier film avec Peter Sellers.

## Synopsis
L'histoire se déroule en 1933, quand le Dr. Fu Manchu, âgé de 168 ans, doit trouver des éléments pour faire sa fameuse potion d'immortalité. Il est accusé du vol d'un diamant et recherché par Scotland Yard.

## Fiche technique
- Titre original : The Fiendish Plot of Dr. Fu Manchu
- Titre en français : Le Complot diabolique du docteur Fu Manchu
- Réalisation : Piers Haggard, Peter Sellers et Richard Quine
- Assistant réalisateur : Paul Feyder
- Scénario : Rudy Dochtermann, Jim Moloney, Sax Rohmer
- Costumes : John Bloomfield
- Image : Jean Tournier
- Montage : Claudine Bouché, Russell Lloyd
- Musique : Marc Wilkinson
- Production : Zev Braun, Lynne Frederick, Hugh M. Hefner, Leland Nolan
- Coordinateur des combats et des cascades : Claude Carliez et son équipe
- Pays d'origine :  Royaume-Uni,  États-Unis
- Langue originale : anglais
- Format : couleur
- Durée : 108 minutes
- Genre : comédie
- Date de sortie : 8 août 1980
- Affiche : Jouineau Bourduge (France)

## Distribution
- Peter Sellers (VF : Michel Roux) :  le docteur Fu Manchu / Nayland Smith (en)
- Helen Mirren (VF : Martine Messager) : Alice Rage
- David Tomlinson (VF : Francis Lax) : sir Roger Avery
- Simon Williams : Robert Townsend, neveu de sir Avery
- Sid Caesar (VF : Jacques Deschamps) : Giuseppe « Joe » Capone
- Steve Franken (VF : Georges Berthomieu) : Peter Williams
- John Le Mesurier (VF : René Bériard) : Perkins, le domestique de Nayland Smith
- John Sharp : sir Nules Thudd
- Clive Dunn : le gardien des clés de la Tour de Londres
- Clément Harari : le docteur Arnold Wretch
- Stratford Johns (en) (VF : Alain Dorval) : Ismail
- Burt Kwouk : le serviteur de Fu Manchu dont la manche s'enflamme
- Iska Khan : un sergent de Fu Manchu
- Katia Tchenko (créditée Katia Chenko) : la guide à l'exposition "Leningrad workers"
- Jacqueline Fogt (VF : Jacqueline Porel) : la dame représentant la société botanique
- René Aranda : le roi George V

## Autour du film
- La pré-production a commencé avec Richard Quine en tant que réalisateur. Au moment où le film est entré en production, Piers Haggard l'avait remplacé.
- Basé sur les personnages créés par Sax Rohmer, le film met en vedette Peter Sellers dans le double rôle de Fu Manchu et Nayland Smith (Fu Manchu s'y grime également en antiquaire et en rocker, le site Imdb signalant même une énigmatique apparition comme "bandit mexicain")[1].
- Lynne Frederick, l'épouse de Peter Sellers, est une des productrices exécutives du film.
- Le film est sorti moins d'un mois après la mort de Sellers et ce fut un échec commercial.
- Dans le film, Peter Sellers dit à Burt Kwouk : "votre visage m'est familier". Cette réplique est un clin d'oeil à la série des "Panthère rose" où Burt Kwouk a incarné 4 fois Cato, l'acolyte de l'inspecteur Clouzeau.